# 杖道
杖道，源自日本古武道神道夢想流杖術，20世紀發展出的現代武道。

## 歷史
最早源自江戶時代初期夢想權之助所創的神道夢想流杖術。他曾以此與宮本武藏決鬥。江戶時代的福岡藩下級武士，以此發展出捕手術。
明治時代創立的大日本武德會，將杖術家分成教士、範士與鍊士三個位階。昭和初期的範士中山博道，同時精通居合道、劍道與杖道。其弟子清水隆次，在警視廳任職，發展出警杖術。
1956年，神道夢想流杖術加盟進入全日本劍道連盟，全劍連推出普及劍道、居合道、杖道三道的方針。1968年，清水隆次與乙藤市藏制定了全日本劍道連盟杖道。現今，全日本劍道連盟杖道是杖道中最多人學習的派別。

## 外部連結
- 全日本剣道連盟 （页面存档备份，存于）
- 全日本杖道連盟